# Parque Narciso Mendoza

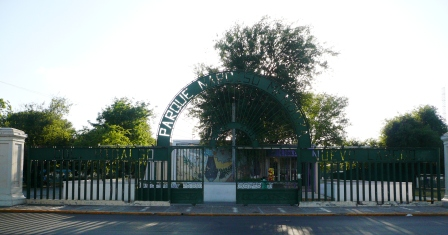
Entrada principal al Parque Mendoza (visto desde la calle Dr Mier)

El parque Narciso Mendoza, popularmente conocido como el parque Mendoza, es uno de los parques más grandes y famosos de Nuevo Laredo. 

## Historia
Se creó el "Comité de Raíces de Mi Ciudad" responsable de la creación y organización del parque, una de las actividades más importantes que ese comité tuvo que manejar fue la reubicación de 45 familias que residían en el área. El parque fue inaugurado el 1  de mayo de 1926 (99 años) y toma su nombre del famoso teniente coronel Narciso Mendoza.
En la administración de Cantu Rosas (1975~1977), se construyó la actual Biblioteca pública "Fidel Cuellar" 
Durante la administración del Ing. Arturo Cortés Villada (1990~1992), se realizó una remodelación del parque, instalándose una malla ciclónica alrededor del parque para la protección de la gente, especialmente por el relativamente intenso tránsito de la calle González.
En la administración de Daniel Peña (2005~2007), el parque tuvo una restauración y como parte de ella se adquirieron juegos rústicos.

## Localización

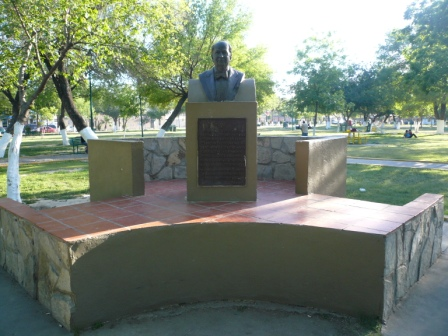
Monumento al Dr Carlos Canseco González.

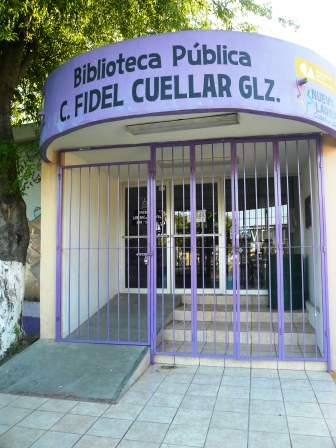
Librería publica

El parque se encuentra en Nuevo Laredo Tamaulipas, entre las calles Victoria y González en la colonia Hidalgo, justo enfrente de él están las instalaciones de la COMAPA

## Características
El Parque mide 265 m de largo y de ancho en parte más angosta mide 100 m y en su parte más ancha mide 155 m (el parque tiene forma de paralelogramo). El área total son 6 ha .

Las áreas verdes cuentan con árboles y palmeras; algunas de las cuales son las originales que se plantaron cuando el parque se fundó.

En el pasado existía una plancha de concreto que se usaba para juegos, kermeses y bailes para la población.

## Actividades
- Pista de caminar: la gente disfruta el caminar/trotar por el parque ya que cuenta con un circuito de casi 800 metros, esta es una actividad particularmente popular de lunes a jueves.
- Juegos de niños: el parque cuenta con un área de juegos estilo rústicos de reciente adquisición, donde los niños pueden jugar a las resbaladillas, columpios y demás.

- Juegos para niños con capacidades diferentes, estando cerca de la entrada norte al parque (por la calle Victoria)

- Asadores: cuenta con más de 15 asadores, la mayoría se encuentra en condiciones aceptables, algunos cuentan con sombra natural de los árboles del parque y en otros se puede disfrutar del sol de Nuevo Laredo

- Baños: cuenta con un par de baños, se encuentran entre las bombas de agua y la biblioteca.

- Cancha de FutRap: es una de las actividades más usadas y populares del parque, donde los jóvenes disfrutan de jugar en las tardes.

- Kiosco: como es costumbre, el parque cuenta con el tradicional Kiosco característico de muchas plazas alrededor del mundo y no solamente latina como se podría pensar.

- Vendedores ambulantes: como la mayoría de las plazas Mexicanas, esta también cuenta con una surtida variedad de vendedores ambulantes que se acostumbran instalar en la sección de juegos de niños.

- Librería: existe una librería pública dentro del parque a pocos metros de la entrada principal, esta cuenta con Internet inalámbrico y una variedad de libros de diversa índole.

- Bombas hidráulicas: aunque no es propiamente una actividad, los visitantes del parque pueden apreciar las tuberías y bombas que ayudan a abastecer de agua el poniente de la ciudad.

Desafortunadamente y debido en parte al crecimiento demográfico, el parque es bastante diferente de lo que era por ejemplo en los 70's, en ese tiempo el parque se encontraba adornado de abundantes isletas plantas con flores de diferentes clases como grandes rosales y margaritas por lo que encontrabas abundantes mariposas y abejas disfrutando de su néctar. Además ha sido invadido en un amplio porcentaje por construcciones por parte de la compañía de agua que se encuentra en su lado norte y como consecuencia también ha sido invadido por espacios para estacionamiento de automóviles.